# HEAVEN (BUCK-TICKの曲)
「HEAVEN」（ヘヴン）は、日本のロックバンド、BUCK-TICKが2008年12月17日にBMG JAPANよりリリースした27作目のシングル。

## 概要
アルバム『memento mori』の先行シングル第1弾。シングルとしては前作から約1年4ヶ月ぶりのリリースとなった。
初回盤は「HEAVEN」のPVとメイキングを収録したDVD付。

## 収録曲
1. HEAVEN (5:22)
  - 作詞：櫻井敦司、作曲：今井寿、編曲：BUCK-TICK
2. 真っ赤な夜 (3:32)
  - 作詞：櫻井敦司、作曲：今井寿、編曲：BUCK-TICK

## 参加ミュージシャン
- 櫻井敦司 - ボーカル
- 今井寿 - ギター、ノイズ、コーラス
- 星野英彦 - ギター
- 樋口豊 - ベース
- ヤガミトール - ドラムス

### サポートミュージシャン
- 横山和俊 - マニピュレート、キーボード

## 収録アルバム
- 『memento mori』(#1・2)
- 『CATALOGUE ARIOLA 00-10』(#1)